# كسوف الشمس 23 يونيو 2047
سيحدث كسوف جزئي للشمس في 23 يونيو 2047. يحدث كسوف الشمس عندما يمر القمر بين الأرض والشمس ، وبالتالي يحجب صورة الشمس كليًا أو جزئيًا عن مشاهد على الأرض.

## الصور
مسار متحرك

## الخسوفات ذات الصلة

### كسوف الشمس 2047-2050
هذا الكسوف هو جزء من سلسلة كسوف الشمس 2047-2050. يتكرر الكسوف في كل 177 يومًا تقريبًا و 4 ساعات في العقد المتناوبة من مدار القمر.
ملحوظة: الخسوف الجزئي للقمر في 26 يناير 2047 و 22 يوليو 2047 يحدث في مجموعة خسوف السنة القمرية السابقة.
| مجموعات كسوف الشمس 2047-2050 | مجموعات كسوف الشمس 2047-2050     | مجموعات كسوف الشمس 2047-2050 | مجموعات كسوف الشمس 2047-2050      | مجموعات كسوف الشمس 2047-2050 |
| ---------------------------- | -------------------------------- | ---------------------------- | --------------------------------- | ---------------------------- |
| عقدة تصاعدية                 | عقدة تصاعدية                     |                              | عقدة تنازلية                      | عقدة تنازلية                 |
| 118                          | يونيو 23, 2047 جزئي              | 123                          | ديسمبر 16, 2047 جزئي              |                              |
| 128                          | يونيو 11, 2048 [الإنجليزية] حلقي | 133                          | ديسمبر 5, 2048 كلي                |                              |
| 138                          | مايو 31, 2049 حلقي               | 143                          | نوفمبر 25, 2049 هجين              |                              |
| 148                          | مايو 20, 2050 هجين               | 153                          | نوفمبر 14, 2050 [الإنجليزية] جزئي |                              |

### ساروس 118
وهي جزء من دورة ساروس 118 ، تتكرر كل 18 سنة ، 11 يومًا ، وتحتوي على 72 حدثًا.
- بدأت السلسلة بكسوف جزئي للشمس في 24 مايو 803 م.
- يحتوي على خسوف إجمالي من 19 أغسطس 947 م حتى 25 أكتوبر 1650
- وخسوفًا هجينًا في 4 نوفمبر 1668 و 15 نوفمبر 1686
- وخسوفًا حلقيًا من 27 نوفمبر 1704 حتى 30 أبريل 1957.
- تنتهي السلسلة في العضو 72 ككسوف جزئي في 15 يوليو 2083.

كانت أطول مدة بالمجموع 6 دقائق و 59 ثانية في 16 مايو 1398.
| تحدث أعضاء السلسلة 62-72 بين عامي 1901 و 2083: | تحدث أعضاء السلسلة 62-72 بين عامي 1901 و 2083: | تحدث أعضاء السلسلة 62-72 بين عامي 1901 و 2083: |
| 62                                             | 63                                             | 64                                             |
| ---------------------------------------------- | ---------------------------------------------- | ---------------------------------------------- |
| </img> </br> 29 مارس 1903                      | </img> </br> 8 أبريل 1921                      | </img> </br> 19 أبريل 1939                     |
| 65                                             | 66                                             | 67                                             |
| </img> </br> 30 أبريل 1957                     | </img> </br> 11 مايو 1975                      | </img> </br> 21 مايو 1993                      |
| 68                                             | 69                                             | 70                                             |
| </img> </br> 1 يونيو 2011                      | </img> </br> 12 يونيو 2029                     | </img> </br> 23 يونيو 2047                     |
| 71                                             | 72                                             |                                                |
| </img> </br> 3 يوليو 2065                      | </img> </br> 15 يوليو 2083                     |                                                |

### سلسلة اينكس
هذا الكسوف هو جزء من دورة اينكس طويلة الأمد ، يتكرر عند العقد المتناوبة ، كل 358 شهرًا سينوديًا (≈ 10571.95 يومًا ، أو 29 عامًا ناقص 20 يومًا).
مظهرها وخط طولها غير منتظمين بسبب عدم التزامن مع الشهر غير الطبيعي (فترة الحضيض). ومع ذلك ، فإن مجموعات 3 دورات اينكس (87 سنة ناقص شهرين) تقترب (≈ 1،151.02 شهرًا غير طبيعي) ، لذا فإن الكسوف متشابه في هذه المجموعات.
| أعضاء سلسلة اينكس بين عامي 1901 و 2100: | أعضاء سلسلة اينكس بين عامي 1901 و 2100: | أعضاء سلسلة اينكس بين عامي 1901 و 2100: |
| --------------------------------------- | --------------------------------------- | --------------------------------------- |
| 22 نوفمبر 1919 (ساروس 141)              | 1 نوفمبر 1948 (ساروس 142)               | 12 أكتوبر 1977 (ساروس 143)              |
| 22 سبتمبر 2006 (ساروس 144)              | 2 سبتمبر 2035 (ساروس 145)               | 12 أغسطس 2064 (ساروس 146)               |
| 23 يوليو 2093 (ساروس 147)               |                                         |                                         |

### سلسلة تريتوس
هذا الكسوف هو جزء من دورة تريتوس ، يتكرر عند العقد المتناوبة كل 135 شهرًا متزامنًا (≈ 3986.63 يومًا ، أو 11 عامًا ناقص شهر واحد). مظهرها وخط طولها غير منتظمين بسبب نقص التزامن مع الشهر غير الطبيعي (فترة الحضيض) ، لكن التجمعات المكونة من 3 دورات تريتوس (33 عامًا ناقص 3 أشهر) تقترب (≈ 434.044 شهرًا غير طبيعي) ، لذا فإن الكسوف متشابه في هذه التجمعات.[بحاجة لمصدر]
| أعضاء سلسلة تريتوس بين عامي 1901 و 2100 | أعضاء سلسلة تريتوس بين عامي 1901 و 2100 | أعضاء سلسلة تريتوس بين عامي 1901 و 2100 | أعضاء سلسلة تريتوس بين عامي 1901 و 2100 |
| --------------------------------------- | --------------------------------------- | --------------------------------------- | --------------------------------------- |
| 9 سبتمبر 1904 (ساروس 133)               | 10 أغسطس 1915 (ساروس 134)               | 9 يوليو 1926 (ساروس 135)                |                                         |
| 8 يونيو 1937 (ساروس 136)                | 9 مايو 1948 (ساروس 137)                 | 8 أبريل 1959 (ساروس 138)                |                                         |
| 7 مارس 1970 (ساروس 139)                 | 4 فبراير 1981 (ساروس 140)               | 4 يناير 1992 (ساروس 141)                |                                         |
| 4 ديسمبر 2002 (ساروس 142)               | 3 نوفمبر 2013 (ساروس 143)               | 2 أكتوبر 2024 (ساروس 144)               |                                         |
| 2 سبتمبر 2035 (ساروس 145)               | 2 أغسطس 2046 (ساروس 146)                | 1 يوليو 2057 (ساروس 147)                |                                         |
| 31 مايو 2068 (ساروس 148)                | 1 مايو 2079 (ساروس 149)                 | 31 مارس 2090 (ساروس 150)                |                                         |

### سلسلة ميتونيك
تتكرر السلسلة ميتونيك كل 19 عامًا (6939.69 يومًا) ، وتستمر حوالي 5 دورات. يحدث الكسوف في نفس تاريخ التقويم تقريبًا. بالإضافة إلى ذلك ، تتكرر سلسلة اكتون الفرعية 1/5 من ذلك أو كل 3.8 سنوات (1387.94 يومًا). تحدث جميع الكسوفات في هذا الجدول عند العقدة الهابطة للقمر.
| 21 أحداث الكسوف بين 21 يونيو 1982 و 21 يونيو 2058 | 21 أحداث الكسوف بين 21 يونيو 1982 و 21 يونيو 2058 | 21 أحداث الكسوف بين 21 يونيو 1982 و 21 يونيو 2058 | 21 أحداث الكسوف بين 21 يونيو 1982 و 21 يونيو 2058 | 21 أحداث الكسوف بين 21 يونيو 1982 و 21 يونيو 2058 |
| يونيو21                                           | أبريل 8–9                                         | يناير26                                           | نوفمبر 13–14                                      | سبتمبر 1–2                                        |
| 107                                               | 109                                               | 111                                               | 113                                               | 115                                               |
| ------------------------------------------------- | ------------------------------------------------- | ------------------------------------------------- | ------------------------------------------------- | ------------------------------------------------- |
| يونيو21, 1963                                     | أبريل 9, 1967                                     | يناير26, 1971                                     | نوفمبر 14, 1974                                   | سبتمبر 2, 1978                                    |
| 117                                               | 119                                               | 121                                               | 123                                               | 125                                               |
| يونيو21, 1982 [الإنجليزية]                        | أبريل 9, 1986 [الإنجليزية]                        | يناير26, 1990 [الإنجليزية]                        | نوفمبر 13, 1993 [الإنجليزية]                      | سبتمبر 2, 1997 [الإنجليزية]                       |
| 127                                               | 129                                               | 131                                               | 133                                               | 135                                               |
| يونيو21, 2001                                     | أبريل 8, 2005                                     | يناير26, 2009                                     | نوفمبر 13, 2012                                   | سبتمبر 1, 2016                                    |
| 137                                               | 139                                               | 141                                               | 143                                               | 145                                               |
| يونيو21, 2020                                     | أبريل 8, 2024                                     | يناير26, 2028                                     | نوفمبر 14, 2031                                   | سبتمبر 2, 2035                                    |
| 147                                               | 149                                               | 151                                               | 153                                               | 155                                               |
| يونيو21, 2039 [الإنجليزية]                        | أبريل 9, 2043 [الإنجليزية]                        | يناير26, 2047 [الإنجليزية]                        | نوفمبر 14, 2050 [الإنجليزية]                      | سبتمبر 2, 2054 [الإنجليزية]                       |
| 157                                               |                                                   |                                                   |                                                   |                                                   |
| يونيو21, 2058 [الإنجليزية]                        |                                                   |                                                   |                                                   |                                                   |

## روابط خارجية
- www.solar-eclipse.de - متوسط التغطية السحابية والمدن على طول مسار الكسوف
- http://eclipse.gsfc.nasa.gov/SEplot/SEplot2001/SE2038Jan05A. GIF
- http://eclipse.gsfc.nasa.gov/SEplot/SEplot2001/SE2038Jul02A. GIF